# Bathybagrus grandis
El kukumai (Bathybagrus grandis) es una especie de pez actinopeterigio de agua dulce, de la familia de los claroteidos.

## Biología
Cuerpo típico de bagre con una longitud máxima descrita de 63 cm y un peso máximo de 4,0 kg.
Es una especie ovípara, en la que tanto los machos como las hembras guardan los huevos.

## Distribución y hábitat
Se distribuye por África, un endemismo del lago Tanganica, en Burundi, República Democrática del Congo, Tanzania y Zambia. Son peces de agua dulce, de hábitat de tipo demersal, que prefieren aguas profundas entre los 100 m y los 140 m.